# Selindung Baru
Selindung Baru is een bestuurslaag in het regentschap Pangkal Pinang van de provincie Bangka-Belitung, Indonesië. Selindung Baru telt 3628 inwoners (volkstelling 2010).